# Франкфорт (Мичиген)
Франкфорт (Мичиген) (енгл. Frankfort) град је у америчкој савезној држави Мичиген. По попису становништва из 2010. у њему је живело 1.286 становника.

## Демографија
Према попису становништва из 2010. у граду је живело 1.286 становника, што је 227 (15,0%) становника мање него 2000. године.
| Група             | 2000.         | 2010.         |
| Белци             | 1.428 (94,4%) | 1.196 (93,0%) |
| Афроамериканци    | 5 (0,3%)      | 14 (1,1%)     |
| Азијати           | 4 (0,3%)      | 14 (1,1%)     |
| Хиспаноамериканци | 27 (1,8%)     | 26 (2,0%)     |
| Укупно            | 1.513         | 1.286         |